# 廣平大學
廣平大學（越南语：／?）是位於越南廣平省洞海市的一所公立本科大学，由广平省人民委员会主管。

## 历史沿革
2006年，越南政府总理阮晋勇同意将廣平師範高等专科学校升格为本科层次的广平大学。

## 科系
廣平大學現有經濟、師範（数学、物理、化學、生物學、文學、歷史、地理、英語）、法律等专业。